# (1137) Raïssa
(1137) Raïssa es un asteroide perteneciente al cinturón de asteroides descubierto el 27 de octubre de 1929 por Grigori Nikoláievich Neúimin desde el observatorio de Simeiz en Crimea.
Está nombrado en honor de Raissa Izraílevna Maseeva (1900-1930), una antigua colaboradora del observatorio de Púlkovo.